# Ríkisútvarpið
Ríkisútvarpið ohf., meglio nota attraverso l'acronimo RÚV, è un'azienda pubblica islandese, controllata dal governo islandese tramite il Ministero dell'istruzione, responsabile della teleradiodiffusione pubblica in Islanda. Nata come emittente radiofonica nel 1930, vi ha affiancato le prime trasmissioni televisive a partire dal 1966. Il suo funzionamento è regolato dalla Legge n° 23 del 20 marzo 2013.
Gestisce due emittenti televisive (RÚV e RÚV 2) e tre emittenti radiofoniche (Rás 1, Rás 2 e Rondó). È membro dell'Unione europea di radiodiffusione (UER) dal 1956 e di Nordvisione dal 1966.

## Storia
La prima emittente radiofonica islandese nacque nel 1926 col nome di H. F. Útvarp su iniziativa di Ottó B. Arnar; nonostante un discreto successo tra i cittadini islandesi l'emittente chiuse dopo appena due anni di attività a causa di varie difficoltà, prevalentemente finanziarie; nello stesso anno l'Althing approvò la legge sull'autorizzazione per l'esercizio privato della radio, seguita nel 1930 dalla Legge sulla radio di Stato. 

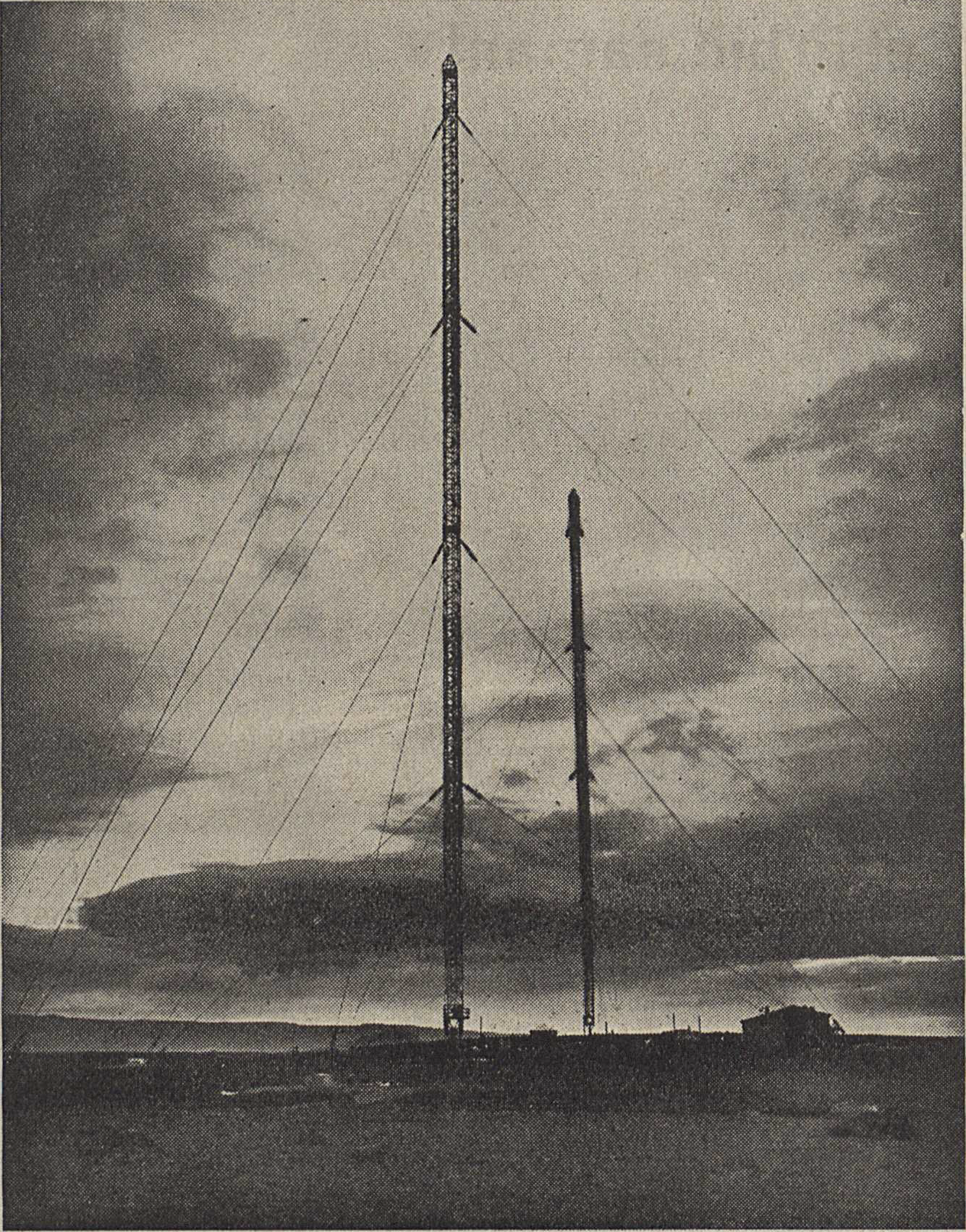
Il trasmettitore a onde lunghe del centro di Vatnsendahæð nel 1938.

Poco tempo dopo tuttavia il governo islandese decise di creare una propria emittente radiofonica: tra il 1929 e il 1930 fu costruito il centro trasmissioni sulla collina Vatnsendhæð, a Kópavogur nei pressi di Reykjavík, su progetto di Guðjón Samúelsson e dopo alcune trasmissioni sperimentali tra ottobre e dicembre 1930 l'emittente iniziò le trasmissioni a partire dalla sera del 20 dicembre 1930 col nome di Útvarp Reykjavík; i programmi prevedevano prevalentemente la trasmissione di messe, racconti per bambini, bollettini meteorologici e notizie. Con l'approvazione del bilancio del 1935 l'Althing autorizzò il governo islandese a potenziare i trasmettitori radiofonici e tra il 1937 e il 1938 la potenza del trasmettitore è stata aumentata dagli iniziali 16 a 100 kiloWatt con la realizzazione del trasmettitore di Eiðar.

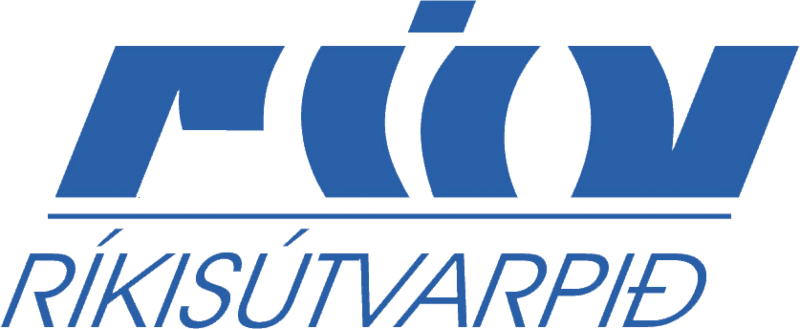
Logo utilizzato dal 1956 al 2011

Nel 1964 Ríkisútvarpið fu incaricata di avviare i preparativi per l'introduzione delle trasmissioni televisive che dopo un periodo sperimentale iniziarono il 30 settembre 1966.
Il 3 febbraio 1991 il trasmettitore principale di Vatnsendhæð fu abbattuto da una tempesta. Nel 2021 il centro trasmissioni di Vatnsendhæð, divenuto obsoleto, è stato demolito.

## Canali televisivi e radiofonici

### Canali radiofonici
- Rás 1
- Rás 2
- Rondó

### Canali televisivi
- RÚV
- RÚV 2